# Modipane
Modipane is een dorp in het district Kgatleng in Botswana. De plaats telt 3197 inwoners (2011).